# Distretto di Lintong
Il distretto di Lintong (临潼区S, Líntóng QūP) è un distretto della Cina, situato nella provincia dello Shaanxi e amministrato dalla città-prefettura di Xi'an.